# Асланов, Рашад Фахраддин оглы
Асланов Рашад Фахреддин оглы (азерб.  Rəşad Aslanov; род. 1977) — азербайджанский дипломат. Посол Азербайджана в Италии (с 2022).

## Биография
Родился в 1977 году. 
Посол Азербайджана в Аргентине (6 сентября 2016 — 19 августа 2022).
Одновременно являлся послом Азербайджана в Боливии (27 октября 2016 — 19 августа 2022), Уругвае (6 декабря 2016 — 19 августа 2022), Парагвае (21 февраля 2017 — 19 августа 2022), Чили (25 мая 2017 — 19 августа 2022).
Посол Азербайджана в Италии (с 18 октября 2022).
Одновременно является послом Азербайджана в Сан-Марино (с 7 апреля 2023), Мальте (с 28 августа 2023).
Является также представителем Азербайджана при Продовольственной и сельскохозяйственной организации ООН, Всемирной продовольственной программе, Международном фонде сельскохозяйственного развития (с 7 апреля 2023).

## Награды
- Медаль «За отличие в дипломатической службе» (7 июля 2012)[12]